# Sidi Bouzid (stad)
Sidi Bouzid (Arabisch: سيدي بوزيد) is een stad in Tunesië en de hoofdstad van het gelijknamige gouvernement.

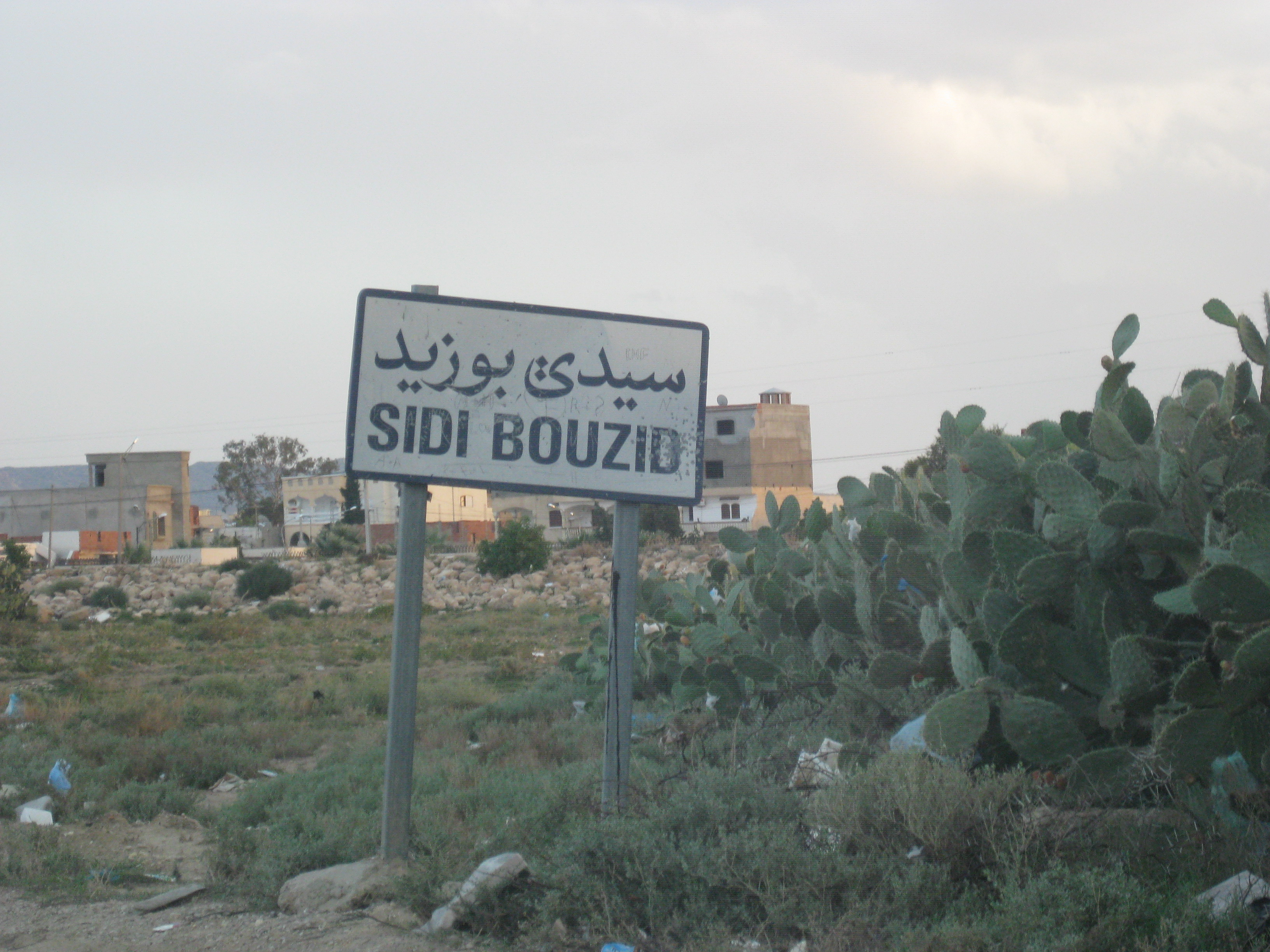
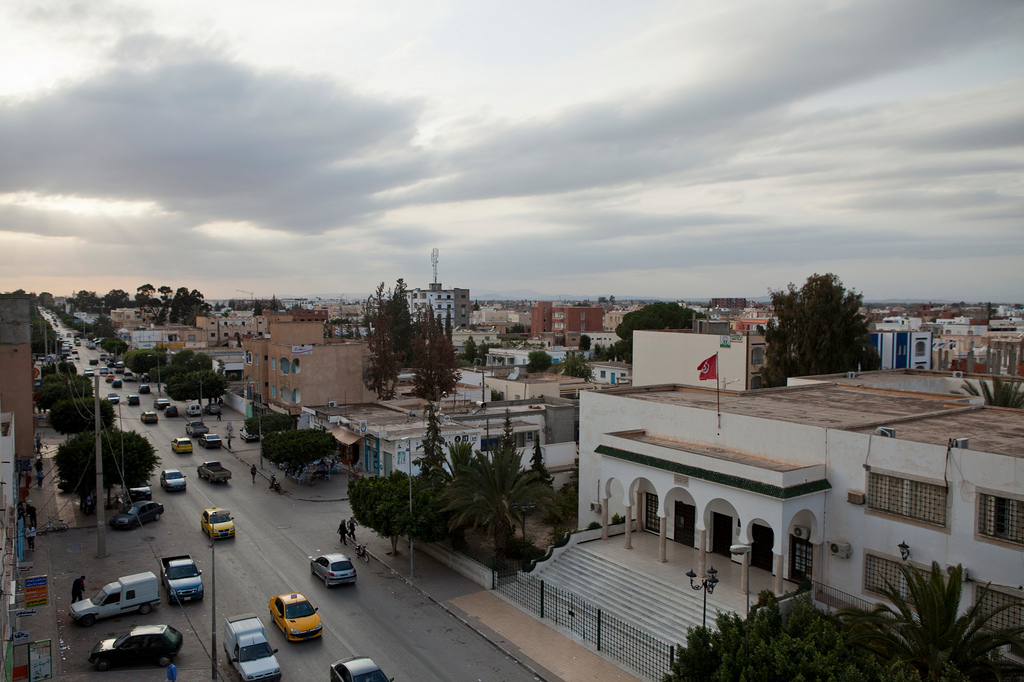

## Geschiedenis
Op 17 december 2010 stak straathandelaar Mohammed Bouazizi zichzelf in brand nadat een politieagente zijn weegschaal in beslag had genomen. Deze gebeurtenis vormde de aanleiding tot de Jasmijnrevolutie die de Tunesische leider Zine El Abidine Ben Ali ten val bracht waardoor de Arabische Lente begon.

## Geboren
- Mohamed Brahmi (1955-2013), politicus
- Mohammed Bouazizi (1984-2011), straathandelaar